# Sutterhandel
Mit Sutterhandel werden die Partei- und Staatswirren in Appenzell Innerrhoden von 1760 bis 1829 bezeichnet.
Die Landsgemeinde wählte 1760 überraschend Anton Joseph Sutter, Wirt im Gontenbad, zum Landvogt im Rheintal. Da Sutter bei dieser Wahl mehrere altgediente Amtsleute ausstach, machte er sich als Aufsteiger Neider und Feinde.
Als Landammann von 1762 bis 1775 geriet er zunehmend in Konflikt mit der etablierten Führungsschicht. Im Jahr 1767 versuchte Sutter, die hintere Alp Sämtis, die dem Rheintaler Hof Oberriet gehörte, in den Besitz Innerrhodens zu überführen und bei dieser Gelegenheit seine finanziellen Probleme zu lösen. Nachdem die Oberrieter von den eidgenössischen Orten einen Richtspruch zu ihren Gunsten erhalten hatten, enthob der Landrat Sutter entgegen herkömmlichem Recht 1775 aller seiner Ämter und verurteilte ihn in Abwesenheit zu 101 Jahren Verbannung.
Sutter übersiedelte zunächst in den Thurgau, dann nach Konstanz. Die Obrigkeit belegte 19 seiner Anhänger mit drakonischen Strafen. Sie entliess 1777 beziehungsweise 1783 die Pfarrer Anton Joseph Büchler von Appenzell und Joseph Anton Sutter von Haslen, nachdem diese für Sutter Partei ergriffen hatten.
1784 wurde Sutter durch falsche Zusagen nach Oberegg gelockt, verhaftet, gefoltert, verurteilt und unter starken Sicherheitsvorkehrungen hingerichtet. Nach dem politischen Umsturz im Jahr 1829 wurden Sutter und seine Anhänger offiziell vom Vorwurf des Landesverrats entlastet und rehabilitiert.
Der Sutterhandel steht in exemplarischer Weise für Machtmissbrauch und das Einsetzen eines gesellschaftlichen Wandels im Zeitalter der Aufklärung.